# В стальных грозах
«В стальных грозах» (нем. In Stahlgewittern) — мемуарное произведение Эрнста Юнгера о Первой мировой войне, опубликованное в Лейпциге в 1920 году.

## История текста
Первое и наиболее известное сочинение Юнгера, представляющее собой литературную обработку фронтовых дневниковых записей, которые он вел на протяжении всей войны.
Эрнст Юнгер участвовал в военных действиях на Западном фронте с декабря 1914 по ноябрь 1918 года в составе 73-го ганноверского фузилёрного полка, был в нескольких великих сражениях (Сомма, Пашендаль, Камбре, Весеннее наступление, Августовское наступление), получил 14 ранений, был произведён из рядовых в офицеры и трижды награждён.
Книга, изданная автором за свой счёт, впоследствии многократно переиздавалась в Германии и была переведена на многие языки, став одним из самых популярных произведений о Первой мировой войне. В последующие издания Юнгер вносил многочисленные изменения. Сам он объявил окончательным вариантом 14-е издание книги, вышедшее в 1934 году, но и в дальнейшем, вплоть до 1978 года продолжал вносить мелкие правки, связанные с изменениями политической конъюнктуры и собственными идейными колебаниями, в частности, по отношению к нацизму.
По причине наличия 12 редакций текста, из которых семь были опубликованы (1920, 1922, 1924, 1934, 1935, 1961, 1978), перед германскими литературоведами до сих пор стоит вопрос о выборе основной версии. Дневники, на основе которых написана книга, были изданы Хельмутом Кизелем в 2010 году, а в 2013 вышло критическое издание самих «Стальных гроз».

## Особенности стиля и идеологии
Феномен успеха «Стальных гроз» выглядит удивительным и нуждается в объяснении, поскольку литература мемуарного характера, связанная с Великой войной, в целом, по степени популярности у читателей, не идёт ни в какое сравнение с такими образцами беллетристики, как «На Западном фронте без перемен», «Прощай, оружие!» и даже «Путешествием на край ночи».
Стилистике и жанровым особенностям юнгеровского шедевра посвящено много исследований, в которых, в частности отмечается, что автору удалось добиться сочетания отстраненности повествователя, даже в описании самых жутких военных реалий, с яркой выразительностью отдельных сцен, иные из которых подавляют читателя своей напряженной мощью. По выражению Ю. Н. Солонина, «говоря о «Стальных грозах», ощущаешь давление какой-то апофатики». Автору удалось избежать патетики и общих рассуждений пацифистского и «общечеловеческого» характера, а также милитаристской экзальтации.

В книге нет колорита объяснений, поиска причин, копания в догадках, мусора мелочных наблюдений; автор нашёл такую форму бесстрастного отношения к ужасам войны, к факту уничтожения и смерти, что его нельзя обвинить ни в цинизме, ни в безразличии. И это при всём том, что в произведении нет проклятий войне, таких типичных для социального и интеллигентного гуманизма, нет подчёркнутой демонстрации сочувствия или жалости к страдающему человеку. Но нет и апофеоза войны в духе популярного в те годы вульгарного ницшеанства…— Солонин Ю. Н. Эрнст Юнгер: от воображения к метафизике истории, с. 32
Книга была с восторгом принята германскими консерваторами и националистами, увидевшими в ней прославление человеческого мужества в целом, и германского характера в частности. Представление о стальном характере нового человека, выкованном в стальных грозах войны, было весьма популярно в этой среде, и сам Юнгер развивал эту мифологему в последующих работах: «Борьба как внутреннее переживание» и «Рабочий. Господство и гештальт».
Итальянский почитатель Юнгера Юлиус Эвола, рассматривавший, вслед за Ницше, войну в качестве высшего проявления человеческого духа, также с восторгом принял эту картину «осуществленного ницшеанства», соединяющую яркие описания священного ужаса битвы и солдатского amor fati.
Критики, придерживавшиеся более умеренных позиций, указывали на опасные стороны новой мифологии, вытеснявшей прежний буржуазный модернизм. Карл Густав Юнг отмечал, что на практике речь идёт о высвобождении самых диких и разрушительных инстинктов и обращении к изначальным расовым архетипам почвы и крови, способным в итоге привести к еще более свирепым «стальным грозам».
Указывалось также на то немаловажное обстоятельство, что по мере роста механизации и совершенствования средств уничтожения, роль отдельного человека со всем его мужеством, неуклонно снижалась. Уже у Юнгера наиболее яркие страницы посвящены именно описанию твёрдости, с какой немецкие батальоны выстаивали под ураганным артиллерийским огнём («при этом никто и не думал пригибать голову»), но в следующей мировой войне «богом сражений» стала авиация, под прицельными ударами которой стоять, «не пригибая голову», было невозможно.

## Структура
Повествование сосредоточено вокруг основных сражений, в которых участвовал автор, дополнено различными сценками военного быта, психологическими наблюдениями и описаниями некоторых специфических особенностей той войны, не сразу ставших привычными. В частности, первое время на Юнгера и других бойцов сильное впечатление производила фантастическая картина мёртвой природы, открывавшаяся после того, как рассеивались облака отравляющего газа.

### Битва на Сомме
В битве на Сомме, одном из самых чудовищных сражений в мировой истории, Юнгеру довелось побывать на одной из основных позиций, атакованных англичанами:

Когда рассвело, незнакомая местность постепенно предстала перед изумлённым взором. Лощина оказалась всего лишь рядом огромных воронок, наполненных клочьями мундиров, оружием и мертвецами; местность вокруг, насколько хватало обзора, вся была изрыта тяжёлыми снарядами. Напрасно глаза пытались отыскать хоть один жалкий стебелёк. Разворошённое поле битвы являло собой жуткое зрелище. Среди живых бойцов лежали мёртвые. Раскапывая «лисьи норы», мы обнаружили, что они располагались друг над другом слоями. Роты, плечом к плечу выстаивая в ураганном огне, выкашивались одна за другой, трупы засыпались землёй, поднимаемой в воздух снарядами, и новая смена тут же заступала на место погибших. Теперь подошла наша очередь.— Юнгер Э. В стальных грозах, с. 131
В этом сражении, сопровождавшемся в районе основного удара ураганным огнём пяти тысяч тяжёлых орудий, не смолкавшим неделями, и стиравшим с лица земли поселения, не оставляя на их месте даже развалин (только огромные рыжие пятна пыли, в которую превращались кирпичи зданий), Юнгер остался в живых лишь благодаря сравнительно лёгкому ранению, из-за которого был отправлен в госпиталь. Вернувшись через месяц, он узнал, что почти всё его подразделение «бесследно исчезло в огненных лабиринтах боя».

Я сделал здесь одно наблюдение, и за всю войну, пожалуй, только в этой битве: бывает такая разновидность страха, который завораживает, как неисследованная земля. Так, в эти мгновения я испытывал не боязнь, а возвышающую и почти демоническую лёгкость; нападали на меня и неожиданные приступы смеха, который ничем было не унять.— Юнгер Э. В стальных грозах, с. 126

### Пашендаль и Камбре. «Кровавая работа»
Сражениям 1917 года, за которые автор получил рыцарский крест Дома Гогенцоллернов, посвящены не менее яркие страницы. Интенсивность огня с обеих сторон, по словам Юнгера, превосходила всякое описание и была подобна действию природных стихий.

Через полчаса начался страшный огневой налет, сразу превративший наше убежище в маленький островок посреди моря бушующего огня. Лес разрывов вокруг нас сгустился в движущуюся стену. Мы сгрудились и каждое мгновение ожидали падения снаряда, который смёл бы нас бесследно вместе с нашим бетонным укрытием и сровнял с изрытой воронками пустыней. (…) было уже всё равно, оставаться ли здесь, мчаться назад или вперёд. Итак, я приказал следовать за мной и прыгнул прямо в огонь. Уже через пару прыжков меня засыпало землёй от снаряда и швырнуло обратно в ближайшую воронку. Трудно объяснить, почему меня не задело: разрывы вставали так плотно, что касались, казалось, каски и плеч; они перепахали всю землю, будто огромные звери своими копытами. Причина того, что я проскочил невредимым, вероятно, была в том, что многократно изрытая земля глубоко заглатывала снаряды, прежде чем её сопротивление заставляло их взрываться. И пирамиды разрывов вставали не развесистыми кустами, а вертикальными пиками.— Юнгер Э. В стальных грозах, с. 200—201
В связи с этими сражениями Юнгер описывает особенности «кровавой работы» штурмовых отрядов, которыми он руководил. В межвоенные годы разработка тактики штурмовых операций, на основе опыта минувшей войны, принесла ему известность, как крупному военному специалисту.
Позиционные сражения Первой мировой привнесли в практику сухопутной войны некоторые особенности старинных абордажных схваток — беспощадного боя в узком пространстве. Поскольку специального оружия для боя в траншеях войска не имели, при штурмовках использовались самые различные средства, от топоров и средневековых шестоперов и кистеней, до самодельных «французских гвоздей». Часто бойцы прыгали во вражескую траншею с пистолетом в одной руке и заточенной сапёрной лопаткой в другой, но лейтенант Юнгер подходил к делу более основательно:

Для кровавой работы, к которой мы так долго готовились, я был соответствующим образом экипирован: на груди — два мешка с четырьмя ручными гранатами, слева — капсюль, справа — пороховая трубка, в правом кармане мундира — пистолет 08 в кобуре на длинном ремне, в правом кармане брюк — маузер, в левом кармане мундира — пять лимонок, в левом кармане брюк — светящийся компас и сигнальный свисток, у портупеи — карабинный замок для срыва кольца, кинжал и ножницы для перерезания проволоки.— Юнгер Э. В стальных грозах, с. 223—224

Сражения мировой войны имели и свои великие мгновения. Это знает каждый, кто видел этих властителей окопа с суровыми, решительными лицами, отчаянно храбрых, передвигающихся гибкими и упругими прыжками, с острым и кровожадным взглядом, — героев, не числящихся в списках. Окопная война — самая кровавая, дикая, жестокая из всех войн, но и у нее были мужи, дожившие до своего часа, — безвестные, но отважные воины. Среди волнующих моментов войны ни один не имеет такой силы, как встреча командиров двух ударных частей между узкими глинобитными стенами окопа. Здесь не может быть ни отступления, ни пощады. Кровь слышна в пронзительном крике прозрения, кошмаром исторгающегося из груди.— Юнгер Э. В стальных грозах, с. 256

### Весеннее наступление. Конец войны
Кульминационный момент книги связан с последней отчаянной попыткой Германии переломить исход войны весной 1918 года, собрав все силы для прорыва фронта и броска на Париж.

Настроение было удивительным, высшее напряжение разгорячило его. (…) Часто тяжёлая мина падала совсем рядом, вздымая вверх фонтан высотой с колокольню, и засыпала землёй томящихся в ожидании — при этом никто и не думал пригибать голову. Грохот сражения стал таким ужасным, что мутился рассудок. В этом грохоте была какая-то подавляющая сила, не оставлявшая в сердце места для страха. Каждый стал неистов и непредсказуем, будучи перенесен в какие-то сверхчеловеческие ландшафты; смерть потеряла своё значение, воля к жизни переключилась на что-то более великое, и это делало всех слепыми и безразличными к собственной судьбе. Великий миг настал. Вал огня прокатился по передним окопам. Мы пошли в наступление.— Юнгер Э. В стальных грозах, с. 272
В связи с этой атакой Юнгер, признающийся, что на некоторое время в опьянении боем и резней потерял человеческий облик, и даже не в состоянии вспомнить свои действия, замечает:

Здесь я понял, что защитник, с расстояния пяти шагов вгоняющий пули в живот захватчику, на пощаду рассчитывать не может. Боец, которому в момент атаки кровавый туман застилает глаза, не хочет брать пленных, он хочет убивать. Он ничего перед собой не видит и находится в плену властительных первобытных инстинктов. И только вид льющейся крови рассеивает туман в его мозгу; он осматривается, будто проснулся после тяжёлого сна. Только тогда он вновь становится сознательным воином и готов к решению новой тактической задачи.— Юнгер Э. В стальных грозах, с. 279
От подробного описания надлома в немецких войсках, произошедшего после успеха августовского наступления Антанты, автор старается уклониться, но признается, что в конце концов усталость овладела даже самыми стойкими: «сменялись времена года, приходила зима и снова лето, а бои всё шли». В ходе последних боёв он получил своё 14-е ранение, а вслед за этим — высший военный орден Pour le Mérite.

## Комментарии
1. ↑  Будучи тяжелее воздуха, ядовитый газ проникает под почву, в изобилии поражая мелкую подземную живность, которая в панике выбирается на поверхность, где находит смерть
2. ↑  В результате четырёх месяцев интенсивных боёв на 45-километровом участке прорыва англичанам удалось продвинуться сквозь глубоко эшелонированную немецкую оборону максимум на 10 километров, при этом суммарные потери с обеих сторон достигли 1,3 миллиона убитыми и ранеными
3. ↑  Комбинация стилета и кастета